# Raudenitz
Raudenitz ist eine Ortslage von Nöbdenitz, einem Ortsteil der Stadt Schmölln im ostthüringischen Altenburger Land.

## Geografie
Der Ort wird dem Ronneburger Acker- und Bergbaugebiet zugerechnet. Der Raudenitzer Berg ist mit 310 m eine der höchsten Erhebungen des Altenburger Landes. Der Ort selbst befindet sich südlich des Hauptortes Nöbdenitz an der Straße nach Vollmershain.

## Geschichte
Raudenitz wird erstmals urkundlich im Urkundenbuch des Hochstiftes Naumburg im Zeitraum von 1181 bis 1214 erwähnt. Der Ort gehörte zum wettinischen Amt Altenburg, welches ab dem 16. Jahrhundert aufgrund mehrerer Teilungen im Lauf seines Bestehens unter der Hoheit folgender Ernestinischer Herzogtümer stand: Herzogtum Sachsen (1554 bis 1572), Herzogtum Sachsen-Weimar (1572 bis 1603), Herzogtum Sachsen-Altenburg (1603 bis 1672), Herzogtum Sachsen-Gotha-Altenburg (1672 bis 1826). Bei der Neuordnung der Ernestinischen Herzogtümer im Jahr 1826 kam der Ort wiederum zum Herzogtum Sachsen-Altenburg.
Nach der Verwaltungsreform im Herzogtum gehörte Raudenitz bezüglich der Verwaltung zum Ostkreis (bis 1900) bzw. zum Landratsamt Ronneburg (ab 1900). Raudenitz wurde schon im 19. Jahrhundert mit Nöbdenitz vereinigt. Die alte Dorfstruktur ist noch durch drei Höfe erkennbar. 1910 besaß der Ort 76 Einwohner. Der Ort gehörte ab 1918 zum Freistaat Sachsen-Altenburg, der 1920 im Land Thüringen aufging. 1922 kam die Gemeinde Nöbdenitz mit Raudenitz zum Landkreis Gera.
Am 1. Juli 1950 wurde Raudenitz durch Eingemeindung von Nöbdenitz ein Teil der Gemeinde Lohma, die am 1. März 1951 wiederum in Nöbdenitz umbenannt wurde. Bei der zweiten Kreisreform in der DDR wurden 1952 die bestehenden Länder aufgelöst und die Landkreise neu zugeschnitten. Somit kam Raudenitz als Ortsteil der Gemeinde Raudenitz mit dem Kreis Schmölln an den Bezirk Leipzig; jener gehörte seit 1990 als Landkreis Schmölln zu Thüringen und ging bei der thüringischen Kreisreform 1994 im Landkreis Altenburger Land auf. Raudenitz und Nöbdenitz verschmolzen territorial in den letzten Jahrzehnten durch den Bau von Einfamilienhäusern zwischen den Ortskernen. Durch die Eingemeindung von Nöbdenitz am 1. Januar 2019 kam Raudenitz an die Stadt Schmölln.

## Infrastruktur
Durch den Ort verläuft die Kreisstraße 504. Südlich des Ortes verläuft die A 4. Die nächstgelegenen Anschlussstellen sind Schmölln (61) in 5 km und Ronneburg (60) in knapp 6 km Entfernung. Die B 7 verläuft 2 km nördlich vorbei.